# Diecezja Njombe
Diecezja Njombe – diecezja rzymskokatolicka  w Tanzanii. Powstała w 1968.

## Biskupi ordynariusze
- Raymond Mwanyika (1971–2002)
- Alfred Maluma (2002–2021)
- Eusebio Samwel Kyando (od 2024)